# Теодор Филоксен Сотерих Филоксен
Флавий Теодор Филоксен Сотерих Филоксен (на латински: Flavius Theodorus Philoxenus Sotericus Philoxenus) е политик и генерал на Византия през края на 5 и началото на 6 век по времето на управлението на императорите Анастасий I и Юстин I.
По времето на император Анастасий I Филоксен e magister militum per Thracias през 491/518 г. През 525 г. той е консул на Изток заедно с Проб на Запад. След това служи като comes domesticus при Юстин I.
На неговата консервирана плочка, пазена в Национална библиотека на Франция пише:
| „ | FL THEODORVS FILOXENVS SOTERICVS FILOXENVS VIR ILLVST COM DOMESTICVS EX MAGISTRO M PER THRACIA ET CONSVL ORDINAR | “ |